# Хуан Едуардо Егигурен Гузман
Хуан Едуардо Егигурен Гузман (Juan Eduardo Eguiguren Guzmán) — чилійський дипломат. Надзвичайний і Повноважний Посол Чилі в Україні за сумісництвом.

## Життєпис
Вивчав антропологію в Університеті Чилі, закінчив Дипломатичну академію і отримав диплом про вищу освіту в галузі міжнародних відносин в Лондонській школі економіки та політичних наук. Він викладав в Університеті Чилі, читав лекції і брав участь в семінарах, як в Чилі, так і за кордоном.
Егігурена обіймав дипломатичні посади в Сирії, Гаїті, Болівії і в Сполученому Королівстві; був радником Місії Чилі при Організації Об'єднаних Націй в Нью-Йорку (1996—2000), заступником представника Ради Безпеки (1996—1997), а потім заступником постійного представника при міжнародних організаціях і Бюро ООН в Женеві (2003—2007).
Він був членом делегації Чилі на різні міжнародних форумах, брав участь в різних багатосторонніх робочих групах; він також займав посаду голови Комісії з науки і техніки з метою розвитку Організації Об'єднаних Націй (2008—2009).
У Міністерстві закордонних справ, яке він вступив в 1979 році, він був главою Департаменту охорони навколишнього середовища при Організації Об'єднаних Націй. Він призначений послом в 2007 році, був директором спеціальної комісії (питання роззброєння і міжнародної безпеки);
З січня 2009 по 2015 рр. — Надзвичайний і Повноважний Посол Чилі в РФ.
З 14 червня 2011 по 2015 рр. — Надзвичайний і Повноважний Посол Чилі в Україні за сумісництвом.
З 2011 по 2015 рр. — Надзвичайний і Повноважний Посол Чилі в Білорусі за сумісництвом.